# Colibrí banyut
El colibrí banyut (Heliactin bilophus) és una espècie d'ocells de la subfamília dels politmins (Polytminae) dins la família del troquílids (Trochilidae) i única espècie del gènere Heliactin (F. Boie, 1831). Habita el bosc obert, selva i matoll de l'extrem sud de Surinam. Est de Bolívia. Centre i est del Brasil.